# Tropiometra

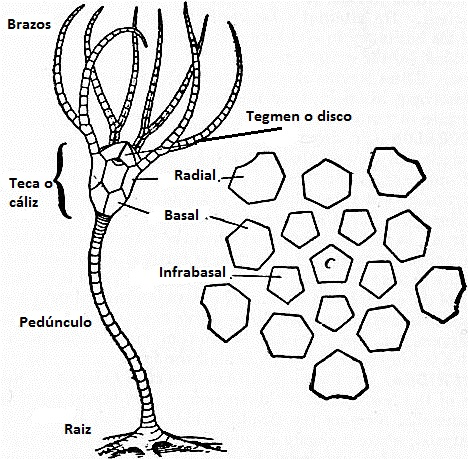
Crinoideo. A la derecha, los diversos tipos de placas del cáliz.

Tropiometra es el único género de lirios de mar de la familia Tropiometridae, orden Comatulida.

## Especies
El Registro Mundial de Especies Marinas acepta las siguientes especies en el género:
- Tropiometra afra. (Hartlaub, 1890)
- Tropiometra carinata. (Lamarck, 1816)
- Tropiometra macrodiscus. (Hara, 1895)
- Tropiometra magnifica. A.H. Clark, 1936

## Morfología
Su cuerpo está formado por un disco en forma de copa, compuesto de 2 o 3 anillos de placas. La placa centrodorsal es grande y discoidal. 
Tienen sólo 10 brazos. También llamados rayos, los brazos están pinnulados en un mismo plano, lo que les da la apariencia de plumas, de ahí uno de los nombres comunes de los crinoideos en inglés: featherstar, o estrella de plumas. Los brazos se componen de una serie de osículos, o huesecillos, articulados, ligamentos, músculos, y en su interior cuentan con extensiones de los sistemas nervioso, vascular y reproductivo.

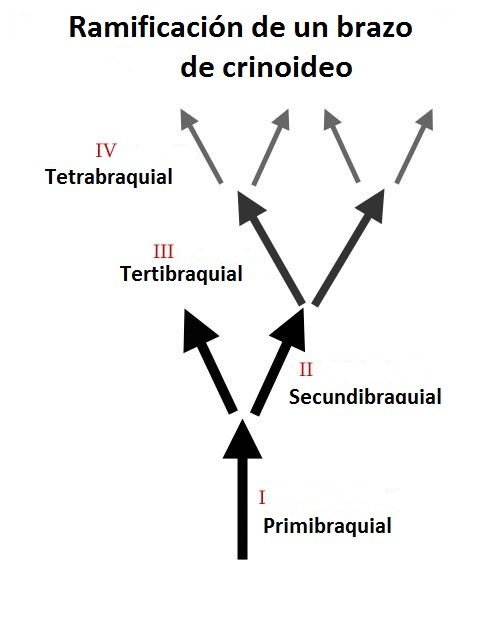

La primera serie de osículos, o primibraquial, nace de cada una de las cinco placas radiales de cada brazo, las segundas series nacen del último osículo de la primibraquial, del que parten dos series, o secundibraquial, y así consecutivamente. Los patrones del número de osículos y/o braquiales de los brazos sirven para identificar especies, géneros, y, en ocasiones, familias.
La cavidad radial es amplia y los osículos braquiales son más anchos que altos. Poseen articulaciones del tipo synarthry entre las series primibraquial y secundibraquial, y del tipo syzygy entre las series tertibraquial o tetrabraquial.
En su parte aboral, o inferior, poseen entre 15 y 20 apéndices alargados para anclarse al sustrato, denominados cirrus, en plural cirri. Cada cirrus se compone de entre 20 a 40 cirrales, u osículos.
Como la mayoría de los crinoideos, y muchos géneros del filo Echinodermata, poseen la capacidad de auto-amputarse un brazo, en situaciones de peligro para el animal. A esta facultad de algunos animales se le denomina autotomía, y, en el caso que nos ocupa, se combina con otra capacidad, la de regenerarlo por completo a continuación. Con frecuencia, en sustitución del brazo amputado, desarrollan dos nuevos brazos. Aparte de los brazos, también pueden regenerar los cirros, las pínnulas o el intestino.
Para desplazarse utilizan sus cirros, o el movimiento sincronizado, y de forma alterna, de sus brazos; que oscilan verticalmente de abajo arriba. Lo que supone un espectáculo visual para los humanos.
Sus colores pueden ser negro, amarillo, naranja o marrón.

## Hábitat y distribución
Se localizan entre 1,5 y 140 m de profundidad; en un rango de temperaturas entre los 16.90 y 27.70 °C. Anclados a corales duros, esponjas o gorgonias, y en laderas de arrecifes con corrientes. 
Se distribuyen en aguas tropicales y subtropicales del océano Indo-Pacífico y del Atlántico occidental.

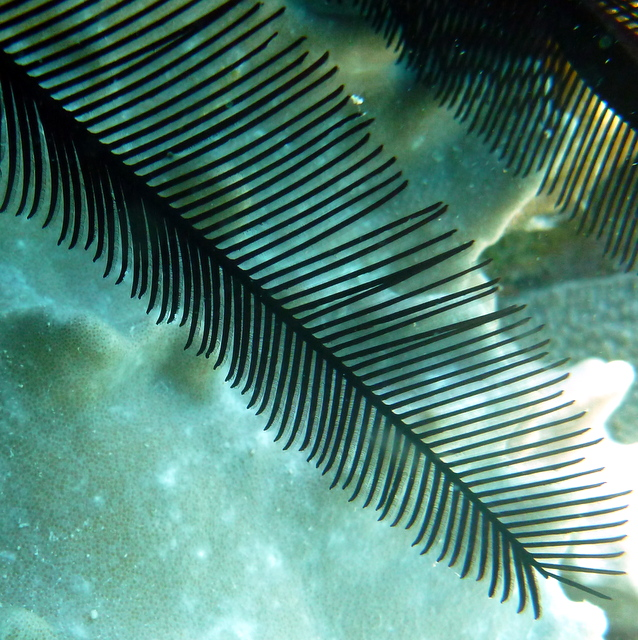
T. afra, detalle de las pínnulas de un brazo

## Alimentación
Son filtradores, y se alimentan de zooplancton, como foraminíferos, pequeños crustáceos y moluscos, y fitoplancton.

## Reproducción
Son dioicos. La reproducción sexual se produce por fertilización externa. Las larvas evolucionan de una simetría bilateral a simetría pentarradial, y poseen un tallo, que pierden al madurar, convirtiéndose en animales de vida libre. Necesitan entre 14 y 18 meses para alcanzar la madurez sexual.